# Balterley
Balterley är en civil parish i Storbritannien.   Den ligger i grevskapet Staffordshire och riksdelen England, i den södra delen av landet, 230 km nordväst om huvudstaden London. Antalet invånare är 204. Arean är 4,1 kvadratkilometer.
Terrängen i Balterley är platt.